# Regne dels sueus
El Regne dels sueus fou un estat que va existir de facto al nord-oest de la península Ibèrica del 410 al 585, si bé del 410 al final de l'Imperi Romà (entre 475 i 480) els sueus només van tenir la consideració de federats.

## Antecedents històrics del regne

Regne dels sueus (s. V-VI)
Límits del Regne dels sueus
Àrea amb canvi de domini
Límits de les províncies romanes

El 406 grups d'alans, vàndals, sueus, burgundis i hèruls, agrupats a l'entorn d'un cap anomenat Radagais, van envair Itàlia, però foren derrotats i van passar a les Gàl·lies. Simultàniament, les legions de Britànnia es van rebel·lar i van proclamar successivament dos emperadors, als quals després van assassinar, i proclamaren finalment un tercer emperador anomenat Constantí III (406 o 407), l'elecció del qual sembla deguda a la coincidència de nom amb el primer emperador cristià. Constantí va travessar el canal amb forces britones, desembarcà a Boulogne, i va aprofitar el caos creat per la invasió dels bàrbars per fer-se reconèixer en algunes províncies (407) i finalment en tota la Gàl·lia (408). Constantí va designar cèsar el seu fill Constant, que abans havia estat monjo. Cap al 408, en circumstàncies desconegudes, o almenys dubtoses, els governants de les províncies d'Hispània també se li van sotmetre.
Però, l'emperador Honori comptava amb molts suports a Hispània, car pertanyia a la dinastia teodosiana, fundada per l'hispà Teodosi el Gran. Sembla que uns cosins d'Honori, anomenats Didim i Verià, van organitzar un exèrcit amb els esclaus i colons de les seves propietats (exèrcit al qual havien d'alimentar a costa del seu patrimoni) i van ocupar els passos pirinencs, per aïllar Hispània de la Gàl·lia, bé per impedir l'arribada de tropes de Constantí III o per prevenir un atac bàrbar. Constantí va enviar a Hispània el seu fill Constant, al qual va elevar a la dignitat d'august, i nomenà cèsar un altre fill, Julià. Didim i Verià van demanar ajuda a Honori, però aquest es va limitar a concedir honors teòrics.
Constant va vèncer Didim i Verià (probablement a principis del 409), les tropes dels quals segurament tenien escassa capacitat de combat, i Honori no va tenir més remei que reconèixer Constantí com a August.
Constant, que no confiava en les milícies de les províncies d'Hispània, va encarregar la custòdia dels passos pirinencs amb la finalitat d'impedir corregudes dels bàrbars, a uns mercenaris bàrbars d'incert origen, que eren coneguts com els honoriaci, i va donar el comandament al general (probablement d'origen germànic) Geronci, que, amb el suport de les forces regulars, es va oposar que la missió de vigilància fos encarregada als honoriaci, cosa que li va costar la destitució.
Constant va confirmar l'encàrrec als honoriaci. No se sap què va ocórrer, però aquests mercenaris bàrbars, bé fóra per negligència, per traïció o per incapacitat, van permetre el pas dels sueus, vàndals i alans cap a Hispània, avançat ja l'any 409 (les dates més probables en són el 28 de setembre o el 13 d'octubre).
Assolada Hispània, Geronci es va rebel·lar i va proclamar emperador el seu amic, el general Màxim, de qui se sap que va encunyar moneda a Bàrcino. Constant va fugir a la Gàl·lia. Geronci va reunir les seves tropes i va passar a la Gàl·lia, i capturà Constant a Viena del Delfinat. Constant va ser executat poc després. Constantí, que tenia previst envair Itàlia, es va veure obligat a suspendre els seus plans, i va quedar assetjat per Geronci a Arlè. Mentrestant, els alans (al comandament d'Atax), els asdings (governats per Gunderic), els silings (dirigits per Fridibald) i els sueus (liderats pel rei Hermenric), van saquejar les regions per les quals passaven.

## Els sueus federats
Probablement, l'emperador Màxim (i a través d'ell, Geronci) va pactar amb ells reconeixent-los la condició de federats, i els va cedir totes les províncies d'Hispània, llevat de la Tarraconense (410).
El 411, l'emperador Honori va enviar a la Gàl·lia el Magister Militium Constanci, amb un exèrcit. Geronci es trobava encara a Arlè, on mantenia el setge de Constantí. Atacat Geronci per Constanci, va haver de fugir a la Tarraconense, i Constantí va haver de rendir-se a Constanci (i fou executat juntament amb el seu fill, Cèsar Julià).
A la Tarraconense, les tropes de Geronci es van rebel·lar; Geronci va acabar suïcidant-se amb la família, i l'emperador Màxim es va refugiar segurament amb els aliats bàrbars (probablement, amb els alans).
L'exèrcit d'Hispània es va sotmetre al general Constanci i, per tant, a l'emperador Honori. Les tropes van ser enviades poc després (413) a Àfrica, segurament per sufocar la rebel·lió iniciada aquell any pel governador Heraclià, i més tard van passar a Itàlia. Per tant, des del 413, la Tarraconense no va tenir forces regulars romanes, per la qual cosa es dedueix que Honori va ratificar (formalment o tàcita) el pacte concertat entre Màxim i els alans, vàndals i sueus, reconeixent a aquests la possessió de quatre províncies com a federades, car d'altra forma no hauria pogut deixar-se desguarnida la Tarraconense sense que fos ocupada (i no ho va ser durant els dos anys que romangué sense tropes). Però, segurament, Honori i Constanci no renunciaven a expulsar-los quan la situació millorés.
El 415, Honori va reconèixer al rei visigot Walia la condició de Magister Militium a Hispània i li va encarregar combatre els sueus, vàndals i alans, probablement en els termes que ja havia planificat anteriorment Ataülf i que Honori no havia acceptat. Des del 416 fins al 418, Walia va combatre contra els bàrbars que ocupaven quatre de les cinc províncies d'Hispània.
Durant aquests anys, els visigots van combatre amb èxit els vàndals silings, el rei dels quals era Fridibald (que el 417 va ser capturat i lliurat a Honori), i els expulsaren de la Bètica. Al seu torn, els alans, dels quals el rei era Atax, van ser també derrotats cap al 417 o 418 i es van fusionar amb els vàndals silings, formant-se un únic grup que, al seu torn, es va unir als vàndals asdings (cap al 418), que dominaven el nord de la província de Galècia. Amb això, part d'Hispània quedà pacificada i l'imperi va recobrar un control aparent sobre la Bètica, Lusitània i Cartaginesa. Els sueus van conservar el sud de Galícia i de la regió d'Astúries (pertanyent a la Tarraconense), i al nord dels sueus van romandre els asdings, reforçats amb alans i silings. Les forces visigodes van tornar en la major part al sud de la Gàl·lia, on es van establir com a federats amb capital a Tolosa.
El 419, es va morir Walia i els vàndals asdings (reforçats amb la unió dels silings i alans) van emigrar des dels seus assentaments cap al sud i es van apoderar de la Lusitània i segurament de la Cartaginesa, almenys parcialment (418?-419?), mentre que els sueus s'estenien a les zones que aquells deixaven a Galaecia i Astúries. Després d'un atac als sueus (420?) que va ser rebutjat, potser van haver d'abandonar posicions en les dues províncies (Lusitània i Cartaginesa) i es van desplaçar a la Bètica, que ocuparien amb rapidesa (cap al 421), mentre que els sueus, probablement, van poder agafar el control de part de Lusitània, en la resta de la qual segurament els vàndals es van mantenir.
Gunderic o Gonderic, el rei vàndal, es va morir el 427 o 428 i el seu germà i successor Genseric va decidir passar a Àfrica, on el governador Bonifaci s'havia rebel·lat, i estava erigit, de fet, en un sobirà regional independent. Els vàndals van travessar l'estret (429) cap a Àfrica, encara que van conservar els seus dominis hispans (La Bètica completament i les províncies de Lusitània i Cartaginesa parcialment). Aprofitant la sortida dels vàndals, el rei dels sueus, Hermingar, va avançar cap al sud i va ocupar la Lusitània (430), però Genseric va tornar a correcuita i inesperadament i va derrotar el rei sueu a Mèrida, i morí Hermingar (Hermengari) ofegat al Guadiana. El domini sueu no era ben acollit pels propietaris gallegoromans, els quals, aprofitant la mort del rei van enviar una ambaixada al Magister Militium Aeci el 431, demanant la seva ajuda contra ells, ambaixada que va estar presidida per l'historiador Hidaci. El nou rei sueu fou Hermeric.
No obstant l'acció de Genseric per retenir Lusitània, sembla que la política africana va absorbir els vàndals, que el 432 es van retirar d'Hispània (abandonant la Bètica i Lusitània i tots els territoris que dominaven a la Cartaginesa) i sembla que els romans van poder restablir el seu domini sobre la totalitat de la Cartaginesa, i sobre la Lusitània i la Bètica, i fins i tot els habitants romans de Galècia van concebre esperances de deslliurar-se del domini sueu, el rei dels quals, Hermeric, va organitzar diverses expedicions després del 432, probablement en la seva majoria cap a Lusitània, que potser va aconseguir ocupar parcialment.
Hermeric va abdicar el 438 (probablement es va morir el 441) i el va succeir el seu fill Requila, que es va assegurar la possessió de Lusitània (ocupació de la capital, Mèrida, el 439), va ocupar la Bètica (presa de Sevilla el 441, pel que sembla sense resistència) i va entrar a la Cartaginesa. Segurament, després de la presa de Mèrida, Aeci va enviar a la zona (responent a la petició d'ajuda dels propietaris gallecs?) el comes Censorí, que el 440 va ser derrotat pels sueus, i executat després a Sevilla (441?). El 446, va ser enviat contra ells el Magister Militium Vit, que els va combatre a la Cartaginesa i a la Bètica amb forces auxiliars visigodes; però, derrotades les seves tropes per Requila, Vit va ordenar una ignominiosa retirada.
El 448 es va morir Requila, que era pagà. El va succeir el seu fill Requiari, que ja era catòlic. Amb el nou rei, gairebé tot el poble sueu va assumir la nova religió, i es van abandonar les pràctiques paganes. Pel que sembla, a finals del 448, va efectuar una primera incursió a la Tarraconense, que va repetir després a principis del 449. Finalment, en aquest últim any, es va ajustar un acord amb els visigots, les forces auxiliars dels quals defensaven la província atacada, i Huneric, fill del rei sueu, es va casar amb la filla del rei Teodoric I de Tolosa.
Després de la Batalla dels camps catalàunics (20 de setembre del 451), en què va morir el rei visigot Teodoric I de Tolosa, va pujar al tron visigot el seu fill Turismon. El rei sueu Requiari, ja vinculat familiarment a la dinastia reial visigoda, va concertar una aliança amb Roma (Valentinià III), mitjançant la qual se li va reconèixer la possessió de Galècia i Lusitània, però va haver d'abandonar la Cartaginesa i renunciar a qualsevol pretensió sobre la Tarraconense. En canvi, no és segur què va ocórrer amb la Bètica, car segons uns va haver se ser tornada de la mateixa manera que la Cartaginesa, mentre per a d'altres van poder conservar-la de la mateixa manera que la Lusitània.
Assabentats els sueus de la marxa dels visigots a Itàlia, Requiari va trencar la pau, al·legant probablement que l'havia signada amb el mort Valentinià III, i va envair la Cartaginesa, que pel que sembla va ocupar, però quan va intentar fer el mateix amb la Tarraconense, les tropes romanes van rebre l'eficaç auxili dels visigots i van obligar Requiari a retirar-se. Després del saqueig de Roma que els vàndals van dur a terme el 455, Avit es va declarar emperador a la cort de Teodoric II a Burdígala i es va traslladar a Roma amb el suport dels visigots, on va obtenir l'acceptació de Majorià i Ricimer, comandants del que quedava de l'exèrcit d'Itàlia. Aquesta va ser la primera vegada que un regne bàrbar havia jugat un paper clau en la successió imperial, i el preu de Teodoric incloïa els metalls preciosos dels ornaments públics d'Itàlia i una campanya no supervisada a Hispània en la que va derrotar els sueus a la batalla del riu Órbigo el 5 d'octubre de 456, de la que Requiari, malferit es refugia a la Gal·lècia mentre Teodoric saquejava la seva capital Bracara Augusta, i finalment executa Requiari i els sueus van perdre el control de la Bètica, Lusitània i Cartaginense (i fins i tot de part de Gal·lècia), que va passar de nou a Roma. Mentre l'exèrcit visigòtic estava ocupat a Hispània Majorià i Ricimer van marxar contra Avit i el van obligar a convertir-se en bisbe de Placentia, i va morir (possiblement assassinat) unes setmanes més tard. A finals del 456, Teodoric va arribar a Mèrida, però el 457 havia tornat de nou a la Gàl·lia.
L'anarquia es va apoderar del regne sueu, on diversos caps es van disputar la corona. Va ser proclamat rei un tal Maldras (o Maldràs o Masdra o Masdrà), "fill de Masila", però a les zones ocupades pels visigots va ser instal·lat Frantàs (o Frantas o Tantra o Tantrà o Franta o Frantà). Un altre partit es va decantar per Frumari. També apareix en la crònica d'Hidaci un rei anomenat Aivulf o Agilulf, que es creu que era un got renegat. Agilulf i Tantrà van ser els primers a desaparèixer (el mateix 457 o al 458). Tantrà havia mort, però el seu lloc fou ocupat per Requismon.
El 458 Teodoric va enviar un nou exèrcit a Hispània dirigit pel got Ciril·la i el 459 un altre comandat per Sunieric a Hispània, però Majorià, després de sotmetre als burgundis i els gal·loromans va derrotar els visigots comandats per Teodoric a la batalla d'Arelate i els va forçar a abandonar la Septimània i retirar-se cap a l'oest d'Aquitània mentre ell va romandre a Arle tot el 459 per reunir l'exèrcit amb el qual pensava anar a Àfrica. Amb el nou tractat de pau, els visigots havien de renunciar a les seves conquestes a Hispània i tornar a la situació de federat. El 460 va sotmetre els sueus i bagaudes a Hispània. Maldràs es va morir vers el 460 i el va succeir el seu fill Remismon, que probablement va obtenir suport visigot.
Requismon (vers el 461), i Frumari (vers el 464) van ser eliminats i Remismon es va convertir en rei únic (cap al 464) i va abraçar l'arrianisme defensat pels visigots, arrossegant rere seu el seu poble. Remismon estava casat amb una filla de Teodoric II, la qual era arriana i, probablement, va contribuir a la conversió del seu espòs juntament amb el gàlata Aiaz. Aquest retorn dels sueus a l'arrianisme ha estat considerat per alguns autors com una mostra de supeditació dels sueus als visigots.

## El període desconegut
Després del 469, no es tenen notícies del que va ocórrer en el territori dominat pels sueus, encara que sembla probable un ressorgiment nacional i una identificació notable amb la població gallegoromana, que els va permetre tornar a disputar la possessió de les províncies d'Hispània als visigots (segurament ja extingit l'Imperi Romà) i va obligar aquests a una emigració important des de la Gàl·lia per crear assentaments que asseguressin la possessió dels territoris de frontera amb sueus, àsturs, càntabres i vascons (probablement ja després del 490).

## Segle VI
Els sueus comencen a reaparèixer en la història a mitjans del segle vi. Per aquesta època, el rei Carriaric (c. 550- 559) va introduir el catolicisme, segons Gregori de Tours en invocar sant Martí de les Gàl·lies, abat de l'illa de Lerins, gràcies a la intercessió del qual un fill del rei s'hauria curat d'una greu malaltia, després de la qual cosa es van portar unes relíquies del sant a Galícia; la substitució de l'arrianisme pel catolicisme va poder comportar situacions de tensió de les quals, no obstant això, no tenim notícies. Isidor de Sevilla esmenta com a primer rei catòlic Teodomir (559- 569).
Dins el regnat de Carriaric (o Khariaric), sembla haver predicat a Galícia un altre Martí (c. 520- 580), després arquebisbe de Braga, de qui es diu que va realitzar la conversió de molts sueus arrians (potser Gregori de Tours confongui els dos sants) i que va influir notablement en Teodomir, al principi del regnat del qual (cap al 560), quan ja s'havia consolidat el catolicisme, va establir diversos monestirs en el regne, entre aquests el de Dumium, prop de Braga, del qual va ser abat fins que els bisbes del regne el van aclamar com a bisbe metropolità de Braga, el 567. Quan, el 561, sota el rei catòlic Ariamir o Teodomir, després de molts anys sense efectuar-se cap reunió religiosa rellevant, es va reunir un concili a Braga, el metropolità Lucreci va culpar de la manca de reunions anteriors els reis arrians.
Els avanços del rei visigot Leovigild (període 572-575) va posar nerviós el rei sueu Miró (successor de Teodomir), que va començar a témer per la seguretat del seu territori, i va enviar ambaixadors al rei franc Gontran, que van ser interceptats per un altre rei franc, Khilperic I.
Vers el 576, es va signar un tractat de pau amb els visigots (que segons alguns implicava, de fet, un vassallatge al Regne de Toledo). El 582, va intervenir en les lluites entre l'arrià Leovigild i el seu fill rebel, el catòlic Hermenegild, però no se sap a favor de quin d'ells, si bé el més probable és que fos a favor de Leovigild com a vassall. Va entrar a Sevilla i va morir allí el 583 (segons Gregori de Tours, va arribar a tornar al seu regne on va morir només arribar). El va succeir el seu fill Eboric.
Miró havia jurat fidelitat a Leovigild abans de morir. Cap a l'any 584, el rei sueu va ser destronat pel seu cunyat Audeca o Andeca (Odiacca) i tancat en un monestir. El nou rei es va casar amb la dona d'Eboric, anomenada Sisegútia, sense que se sàpiga si Andeca es va separar o havia enviudat del seu matrimoni anterior (amb la germana d'Eboric). Però Leovigild va reaccionar i el 585 va envair el Regne sueu, va devastar Galícia i va capturar Andeca, al qual va fer tonsurar (cosa que l'inhabilitava per a regnar) i el va enviar a Pax Julia (Beja). A més, les naus que feien les travessies comercials entre Galícia i territoris francs pertanyents a Gontran de Borgonya van ser destruïdes. El tresor reial sueu va caure en poder del vencedor, i Galícia va passar a ser possessió visigoda, convertint-se en una nova província. Com que els sueus s'havien convertit al catolicisme durant el regnat de Teodomir (el pare de Miró), Leovigild va restaurar l'arrianisme, i se sap que bisbats arrians es van restablir a Galícia (segurament dotze), ja que quatre bisbes es van convertir després al catolicisme en el III concili de Toledo del 589; els bisbes arrians nomenats pel rei visigot van conviure amb els bisbes catòlics. Una gran part dels sueus van tornar a l'arrianisme.
Només el rei visigot va sortir del país; els sueus es van rebel·lar i van aclamar com a rei un noble anomenat Malaric. Però la rebel·lió va ser sufocada per forces visigodes sense que calgués la intervenció de Leovigild. Des de llavors el regne va deixar d'existir.

## Llista de reis
- 409- vers 410: Hermeric I
- vers 410-430: Hermingar (Hermengari)
- 430-438: Hermeric II
- 438-448: Requila, fill de l'anterior
- 448-456: Requiari
- Divisió del regne en dues parts
- 456-457: Aguiulf, zona sud
- 456-457: Frantà, zona nord
- 457-459: Maldrà, zona sud
- 459-463: Requismon, zona nord
- 459-463: Frumari, zona sud
- 459-469: Remismon, unió del reialme el 463
- 469-550: període desconegut, tan sols es coneix el nom del rei Teodemon
- 550-559: Carriaric
- 559-569: Teodomir
- 569-583: Miró
- 583-584: Eboric
- 584-585: Andeca
- 585: Malaric